# Championnats d'Australie de BMX
Les Championnats d'Australie de BMX sont organisés annuellement par Cycling Australia.

## Palmarès
| Année | Vainqueur         | Deuxième        | Troisième          |
| ----- | ----------------- | --------------- | ------------------ |
| 1980  | Michael Wiltshire | Wayne McIntosh  | Jamie Hales        |
| 1981  | Jamie Hales       | Chris James     | Alistair Johnson   |
| 1982  | Jamie Hales       | Glenn O'Brien   | Daryl Cay          |
| 1983  | Darren Miller     | Jamie Hales     | Glenn O'Brien      |
| 1984  | Wayne McIntosh    | Tony Wilson     | Michael Kilpatrick |
| 1985  | Dean Crisp        | Leigh Egan      | Glen Hennessy      |
| 1986  | Leigh Egan        | Paul Addams     | Tyrone Butt        |
| 1987  | Darren May        | Tyrone Butt     | Glen Feist         |
| 1988  | Paul Addams       | Glen Feist      | Leigh Egan         |
| 1989  | Paul Addams       | Jason Naumann   | Bill Dixon         |
| 1990  | Paul Addams       | Jason Naumann   | Tim Ward           |
| 1991  | Anthony Waye      | Paul Addams     | Bill Dixon         |
| 1992  | Anthony Waye      | Glenn Rawson    | Dean Patch         |
| 1993  | John Katakasi     | Travis Turesson | Scott Wigzell      |
| 1994  | Anthony Waye      |                 |                    |
| 1995  | Kamahl Lord       |                 |                    |
| 1996  | Travis Turesson   |                 |                    |
| 1997  | Peter Trenwith    |                 |                    |
| 1998  | Darren Hawkins    | Sean Dwight     | Brett Scruse       |
| 1999  | Luke Madill       | John Johnson    | Darren Hawkins     |
| 2000  | Grant White       | Anthony Harvey  | Jamie Gray         |
| 2001  | KamaKazi          | John Johnson    | Peter Trenwith     |
| 2002  | Luke Madill       |                 |                    |
| 2003  | Jamie Gray        | John Johnson    | Michael Robinson   |
| 2004  | KamaKazi          | Khalen Young    | Scott Taylor       |
| 2005  | Luke Madill       |                 |                    |
| 2006  | KamaKazi          |                 |                    |
| 2007  | Khalen Young      |                 |                    |
| 2008  | Jared Graves      |                 |                    |
| 2009  | Billy Jolliffe    |                 |                    |
| 2010  | Luke Madill       |                 |                    |
| 2011  | Sam Willoughby    |                 |                    |
| 2012  | Brian Kirkham     |                 |                    |
| 2013  | Corey Frieswyk    | Sam Willoughby  | Anthony Dean       |
| 2014  | Sam Willoughby    |                 |                    |
| 2015  | Corey Frieswyk    |                 |                    |
| 2016  | Alexander Cameron | Wade Turner     | Matthew Juster     |
| 2017  | Kai Sakakibara    | Joshua McLean   | Tristyn Kronk      |
| 2018  | Brandon Te Hiko   | Shane Rosa      | Bradley Game       |
| 2019  | Izaac Kennedy     | Kyle Hill       | Shane Rosa         |

| Année | Vainqueur         | Deuxième          | Troisième         |
| ----- | ----------------- | ----------------- | ----------------- |
| 1980  | Tori Smith        | Sandra Morall     | Leanne Rees       |
| 1981  | Michelle Thomson  | Tori Smith        | Melitta Downey    |
| 1982  | Christine Twomey  | Lee-Anne Kasper   | Natalie Plant     |
| 1983  | Christine Twomey  | Melitta Downey    | Roslyn Demaine    |
| 1984  | Pauline Williams  | Karen Murray      | Ruth Demmery      |
| 1985  | Pauline Williams  | Ruth Demmery      | Kathy Milos       |
| 1986  | Sharon James      | Jacqueline Hawke  | Suzanne Davies    |
| 1987  | Karen Murray      | Gay Worley        | Sharon Moore      |
| 1988  | Jodie Wallen      | Kelly Walsh       | Fiona Langfeldt   |
| 1989  | Gay Worley        | Caroline Sabotka  | Karen Murray      |
| 1990  | Tai-Lee Muxlow    | Karlene Atlee     | Julie Robinson    |
| 1991  | Karlene Atlee     | Caroline Sabotka  | Kerryn Banes      |
| 1992  | Tai-Lee Muxlow    | Joanne Croaker    | Caroline Sabotka  |
| 1993  | Tai-Lee Muxlow    | Kelly Walsh       | Caroline Sabotka  |
| 1994  | Tanya Burrows     | Kim Barker        | Kelly Jones       |
| 1995  | Natarsha Williams |                   |                   |
| 1996  | Alesha Pollard    |                   |                   |
| 1997  | Rachael Marshall  |                   |                   |
| 1998  | Alesha Pollard    | Natarsha Williams | Rachael Marshall  |
| 1999  | Heidi Kempshall   | Alesha Pollard    | Christine Jorgen  |
| 2000  | Heidi Kempshal    | Laura Richardson  | Ricki Barnes      |
| 2001  | Tanya Bailey      | Laura Richardson  | Brigitte Pink     |
| 2002  | Tanya Bailey      |                   |                   |
| 2003  | Tanya Bailey      | Kerrie-Lee Lucas  | Kylie Patroni     |
| 2004  | Malene Madsen     | Natarsha Williams | Tanya Bailey      |
| 2005  | Nicole Callisto   |                   |                   |
| 2006  | Krystal Cranfield |                   |                   |
| 2007  | Tanya Bailey      |                   |                   |
| 2008  | Melissa Mankowski |                   |                   |
| 2009  | Caroline Buchanan |                   |                   |
| 2010  | Melinda McLeod    |                   |                   |
| 2011  | Caroline Buchanan |                   |                   |
| 2012  | Melinda McLeod    |                   |                   |
| 2013  | Melinda McLeod    | Caroline Buchanan | Kirsten Dellar    |
| 2014  | Caroline Buchanan |                   |                   |
| 2015  | Caroline Buchanan |                   |                   |
| 2016  | Leanna Curtis     | Melinda McLeod    | Rachel Jones      |
| 2017  | Caroline Buchanan | Lauren Reynolds   | Leanna Curtis     |
| 2018  | Erin Lockwood     | Gemma-Lee Thomas  | Tyler-Lea Thorley |
| 2019  | Leanna Curtis     | Sara Jones        | Rachel Gaskin     |